# الممالك المتحدة
الممالك المتحدة لمولدوفا والأفلاق، المعروفة أيضاً باسم الممالك الرومانية، وهو الاسم الرسمي لرومانيا في أعقاب انتخابات 1859 من إسكندر يوحنا كوزا وليّاً أو domnitor كل من المناطق. في 5 شباط، 1862 (24 يناير OS) إمارة البغدان وإمارة الأفلاق المتحدة رسمياً لإنشاء الممالك المتحدة. جنباً إلى جنب مع الأردل، أصبح جوهر إمارات الدولة الأمة الرومانية. وجاء الدستور الجديد حيز التنفيذ في عام 1866 إعطاء البلاد الاسم الرسمي رومانيا، وبعد إقامة نظام ملكي في 26 مارس 1881 أصبح للمملكة رومانيا.

## التاريخ
كمصطلح تاريخي تسمية الممالك قبل اتحاد مولدوفا، وأحيانا بما في ذلك إمارة ترانسيلفانيا، فإن مصطلح الممالك الرومانية يعود إلى بدايات التاريخ الروماني الحديث. في منتصف القرن التاسع عشر كان يستخدم المصطلح الكثير من كبار السن. تم توثيق استخدام اللغة الإنجليزية الممالك الرومانية من النصف الثاني من القرن 19.
في الفترة ما بين أواخر القرن الثامن عشر، كان يستخدم الممالك اسم الدانوب، وهو مصطلح شمل في بعض الأحيان صربيا، ولكن ليس ترانسيلفانيا. في المقابل، استخدم اسم الممالك الرومانية شمل أيضا ترانسيلفانيا ولكن ليس صربيا.